# Episodi di The Wayans Bros. (terza stagione)
La terza stagione della serie televisiva The Wayans Bros. è stata trasmessa in anteprima negli Stati Uniti d'America dalla The WB Television Network tra il 4 settembre 1996 e il 14 maggio 1997.
| nº | Titolo originale            | Titolo italiano | Prima TV USA      | Prima TV Italia |
| -- | --------------------------- | --------------- | ----------------- | --------------- |
| 1  | Grandma's in the Hiz-House  |                 | 4 settembre 1996  |                 |
| 2  | Unbrotherly Love            |                 | 11 settembre 1996 |                 |
| 3  | Movin' on Up                |                 | 18 settembre 1996 |                 |
| 4  | Gots to Have a J.O.B.       |                 | 25 settembre 1996 |                 |
| 5  | Trippin'                    |                 | 2 ottobre 1996    |                 |
| 6  | Drama for Yo' Mama          |                 | 9 ottobre 1996    |                 |
| 7  | Family Business             |                 | 16 ottobre 1996   |                 |
| 8  | An Officer and a Homegirl   |                 | 6 novembre 1996   |                 |
| 9  | The Return of the Temptones |                 | 13 novembre 1996  |                 |
| 10 | Goin' to the Net            |                 | 20 novembre 1996  |                 |
| 11 | Do the Wrong Thing          |                 | 27 novembre 1996  |                 |
| 12 | Boyz in the Woods           |                 | 8 gennaio 1997    |                 |
| 13 | Life Without Marlon         |                 | 15 gennaio 1997   |                 |
| 14 | Unusual Suspects            |                 | 22 gennaio 1997   |                 |
| 15 | Goodbye Mr. Gibbs           |                 | 29 gennaio 1997   |                 |
| 16 | Risky Bid-ness              |                 | 5 febbraio 1997   |                 |
| 17 | Pops' Secret                |                 | 12 febbraio 1997  |                 |
| 18 | I Do...                     |                 | 19 febbraio 1997  |                 |
| 19 | Dee's Baby Daddy            |                 | 26 febbraio 1997  |                 |
| 20 | The Black Widower           |                 | 30 aprile 1997    |                 |
| 21 | Say It Ain't So, Marlon     |                 | 7 maggio 1997     |                 |
| 22 | Marlon Goes on the Road     |                 | 14 maggio 1997    |                 |